# Commune d’Espagne
En Espagne, la commune (municipio) est la plus petite entité territoriale dotée d’une personnalité juridique et d’une autonomie administrative. Chaque commune appartient à une province et, indirectement, à une Communauté autonome d’Espagne communauté autonome.

## Organisation
Chaque commune dispose :
- d’un conseil municipal (ayuntamiento), organe délibérant élu au suffrage universel tous les quatre ans ;
- d’un maire (alcalde), élu par les conseillers municipaux, qui dirige l’administration locale.

Les compétences municipales incluent la gestion des services urbains (eau, éclairage, collecte des déchets), l’urbanisme, les infrastructures locales, la culture, les équipements sportifs et l’action sociale de proximité.

## Répartition
L’Espagne compte 8 131 communes (données 2025), de tailles très variables :
- la plus grande en population est Madrid (plus de 3 millions d’habitants) ;
- la plus petite est Illán de Vacas (province de Tolède), avec moins de 10 habitants.

Certaines communes regroupent plusieurs Entité locale mineure entités locales mineures (entidades locales menores), correspondant à des villages ou hameaux dotés d’une autonomie partielle.

## Terminologie
Le terme officiel en espagnol est municipio. Dans les autres langues d’Espagne, on trouve :
- municipi (catalan et valencien),
- concello (galicien),
- udalerri (basque).

## Histoire
Les communes espagnoles trouvent leur origine dans les concejos médiévaux, communautés de voisins (vecinos) disposant de droits collectifs sur les terres et les ressources. Leur statut a été codifié au XIXe siècle avec la Constitution de Cadix (1812), puis consolidé par la législation municipale contemporaine, notamment la Loi de bases du régime local (Ley de Bases del Régimen Local) de 1985.